# دهستان سرباران
دهستان سرباران، یکی از دهستان‌های بخش تیاب شهرستان میناب در استان هرمزگان ایران است. مرکز این دهستان، روستای سرباران است.

## جمعیت
بر پایه سرشماری عمومی نفوس و مسکن در سال ۱۳۹۵، جمعیت دهستان سرباران برابر با ۷٬۴۴۰ نفر بوده است.